# KBE ET 201–204, ET 210–212
Die ET 201–204 und ET 210–212 waren Elektrotriebwagen der ehemaligen Köln-Bonner Eisenbahnen (KBE). Sie fuhren mit 1200 Volt Gleichspannung und kamen durch den silber-verkehrsroten Anstrich zu ihrem Spitznamen Silberpfeil. In der Fachwelt wurden sie durch ihre revolutionäre Aluminium-Bauweise berühmt, die sie besonders leicht machte. Ihren Einsatz fanden sie als Schnellzug oder Eilzug auf der Rheinuferbahn zwischen Köln, Wesseling und Bonn.

## Geschichte

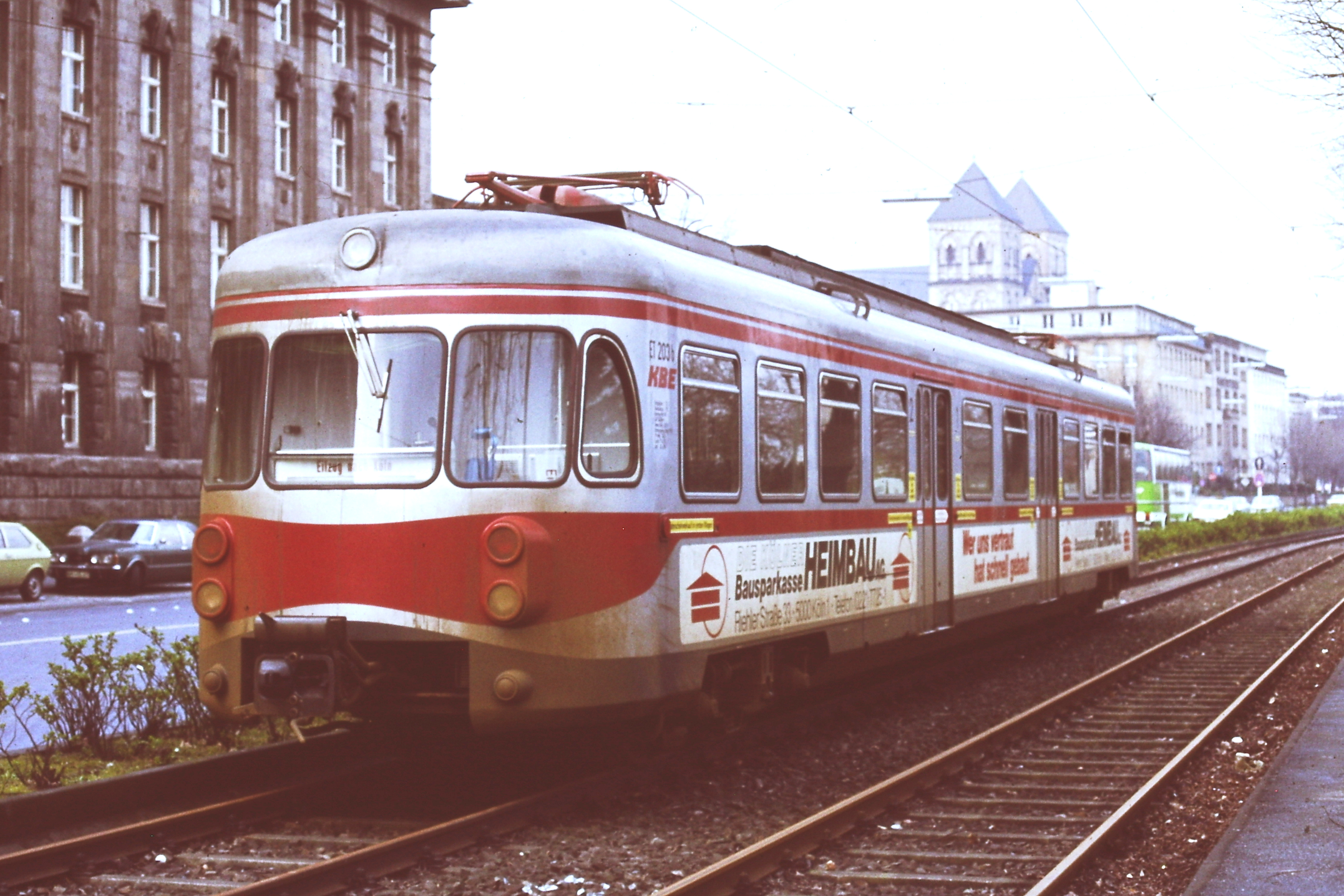
Der ET 203 am Bahnhof Köln-Hohenzollernbrücke

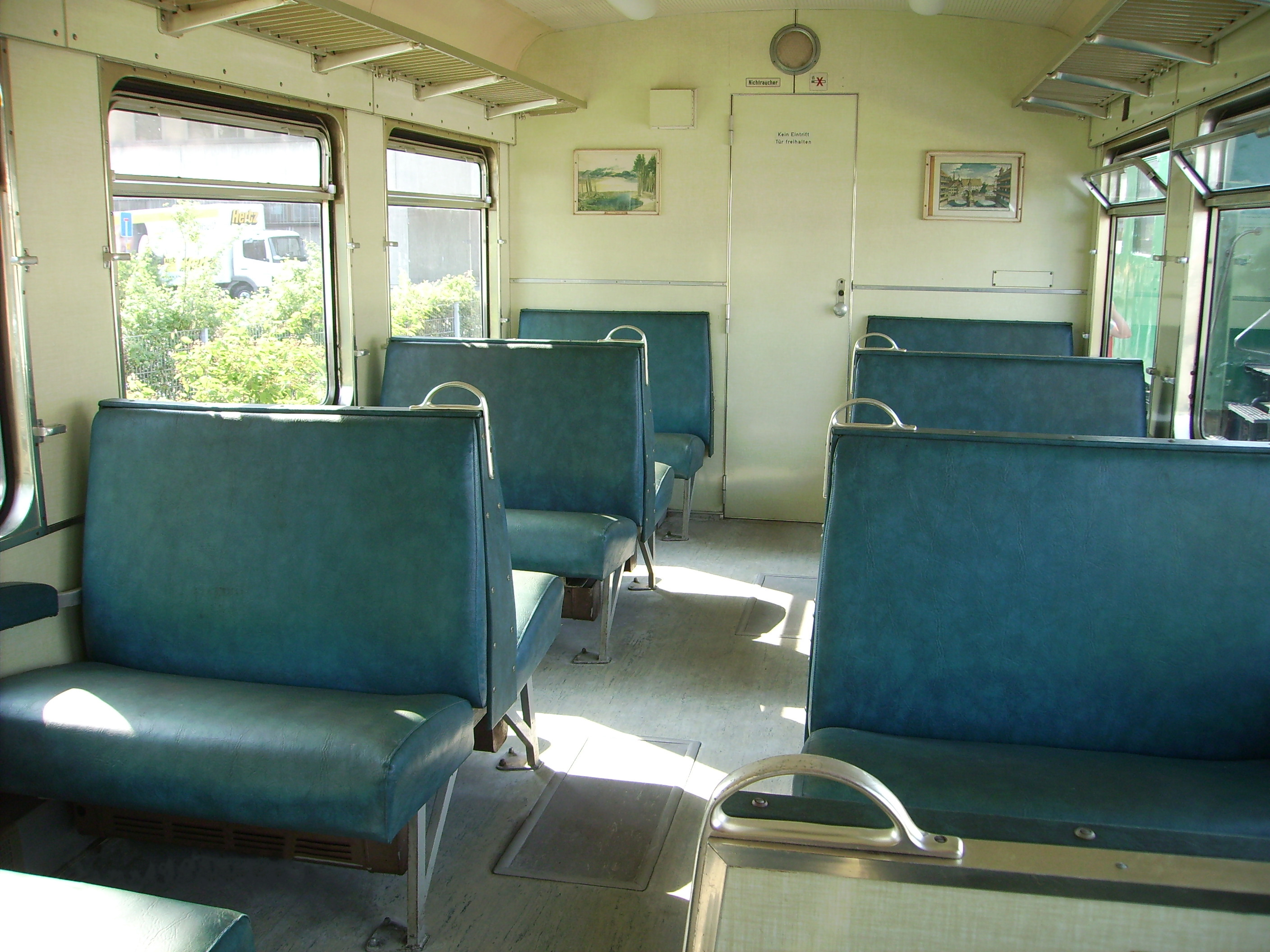
Innenansicht der 2. Klasse des ET 201

Da die KBE Ende der 1950er Jahre durch die verstärkte Konkurrenz des Autos Gewinneinbußen erlitt, beauftragte sie die Westwaggon zum Bau eines hochwertigen Schnelltriebwagens, um den Reisekomfort anzuheben. Der Prototyp wurde 1960 als ET 201 ausgeliefert und erprobt. Er wurde vom 10. bis 25. September 1960 auf der Landesverkehrsausstellung in Essen ausgestellt. 1964 wurden dann die ET 202 bis 204 (Einzeltriebwagen) und ET 210–212 (Doppeltriebwagen) von Waggon- und Maschinenbau GmbH Donauwörth ausgeliefert.
Der ET 204 stand 1965 auf der internationalen Verkehrsausstellung in München und 1970 auf der Verkehrsausstellung Schiene und Straße in Essen. Bei Schadensfeuern brannten zuerst die ET 211 und 212 am 4. August 1975 in Wesseling und dann der ET 210 am 23. Oktober 1976 in Bonn Rheinuferbahnhof aus. Am 26. Juli 1978 fuhren der ET 203 und der ET 204 ihren letzten Planeinsatz bei der KBE. Im selben Jahr wurden die ET 202 bis 204 an die Salzburger Verkehrsbetriebe verkauft, dort in ET 22 bis ET 24 umgezeichnet und ab 1979 auf der Lokalbahn Salzburg–Lamprechtshausen eingesetzt. Der ET 202 wurde am 13. Juli 1981 ebenfalls durch einen Brand zerstört. Die ET 203 und 204 wurden in den 1990er Jahren verschrottet. Das letzte Exemplar, der Prototyp ET 201, war von 1978 bis zum 2. September 1990 im Sonderzugeinsatz. Er befindet sich heute im Eigentum der Köln-Bonner Eisenbahn-Freunde (KBEF), wurde optisch aufgearbeitet und ist nun im Betriebshof Wesseling der KVB untergestellt.